# Superliga ukraińska w piłce siatkowej mężczyzn (2020/2021)
Superliga ukraińska w piłce siatkowej mężczyzn 2020/2021 − 30. sezon mistrzostw Ukrainy w piłce siatkowej zorganizowany przez Ukraiński Związek Piłki Siatkowej. Zainaugurowany został 9 października 2020 roku i trwał do 23 kwietnia 2021 roku.
W Superlidze w sezonie 2020/2021 uczestniczyło 10 drużyn. Do najwyższej klasy rozgrywkowej dołączyły trzy kluby: pierwsza i druga drużyna wyższej ligi w sezonie 2019/2020, tj. Pokuttia-Prybyliw Tłumacz i WSK MHP-Winnica, a także po wpłaceniu opłaty licencyjnej mistrz I ligi – Epicentr-Podolany Horodok.
W sezonie 2020/2021 w Pucharze Challenge Ukrainę reprezentowały Barkom-Każany Lwów oraz Epicentr-Podolany Horodok.

## System rozgrywek
Superliga ukraińska w sezonie 2020/2021 składa się z fazy zasadniczej, fazy play-off oraz fazy play-out.

### Faza zasadnicza
W fazie zasadniczej 10 drużyn rozgrywa ze sobą po dwa spotkania. Ze względu na ryzyko zarażenia się wirusem SARS-CoV-2 zespoły grają w systemie turniejowym, a nie w systemie kołowym – mecz u siebie i rewanż na wyjeździe.
Dwie najlepsze drużyny po fazie zasadniczej uzyskują automatyczny awans do półinałów fazy play-off, drużyny z miejsc 3-6 grają w ćwierćfinałach fazy play-off, natomiast pozostałe drużyny trafiają do fazy play-out.

### Faza play-off
Ćwierćfinały

W ćwierćfinałach fazy play-off grają drużyny, które w fazie zasadniczej zajęły miejsca 3-6. Ćwierćfinałowe pary tworzone są według klucza: 3-6; 4-5. Rywalizacja toczy się do dwóch wygranych meczów. Gospodarzem pierwszego meczu jest zespół, który w fazie zasadniczej zajął niższe miejsce w tabeli, natomiast drugiego i trzeciego – zespół, który w fazie zasadniczej zajął wyższe miejsce w tabeli.
Zwycięzcy par ćwierćfinałowych uzyskują awans do półfinałów, natomiast przegrani rywalizują o 5. miejsce.
Mecze o 5. miejsce

O 5. miejsce grają drużyny, które przegrały w parach ćwierćfinałowych. Rywalizacja toczy się do dwóch wygranych meczów ze zmianą gospodarza po każdym spotkaniu. Gospodarzem pierwszego meczu jest zespół, który w fazie zasadniczej zajął wyższe miejsce w tabeli.
Półfinały

W półfinałach fazy play-off grają drużyny, które w fazie zasadniczej zajęły miejsca 1-2 oraz zwycięzcy w parach ćwierćfinałowych. Półfinałowe pary tworzone są według klucza:
- 1 – zwycięzca w parze 3-6;
- 2 – zwycięzca w parze 4-5.

Rywalizacja toczy się do trzech wygranych meczów ze zmianą gospodarza po dwóch spotkaniach. Gospodarzem pierwszych dwóch meczów jest zespół, który w fazie zasadniczej zajął wyższe miejsce.
Zwycięzcy w parach półfinałowych uzyskują awans do finałów, natomiast przegrani grają o 3. miejsce.
Mecze o 3. miejsce

O 3. miejsce grają drużyny, które przegrały w parach półfinałowych. Rywalizacja toczy się do trzech wygranych meczów ze zmianą gospodarza po dwóch spotkaniach. Gospodarzem pierwszych dwóch meczów jest zespół, który w fazie zasadniczej zajął wyższe miejsce.
Finały

O mistrzostwo grają zwycięzcy w parach półfinałowych. Rywalizacja toczy się do trzech wygranych meczów ze zmianą gospodarza po dwóch spotkaniach. Gospodarzem pierwszych dwóch meczów jest zespół, który w fazie zasadniczej zajął wyższe miejsce.

### Faza play-out
W fazie play-out uczestniczą drużyny, które w fazie zasadniczej zajęły miejsca 7-10. Rozgrywają ze sobą po dwa spotkania w ramach dwóch turniejów. Drużyna, która zajęła 7. miejsce w fazie zasadniczej, fazę play-out rozpoczyna z dorobkiem trzech punktów, drużyna z 8. miejsca – z dorobkiem dwóch punktów, drużyna z 9. miejsca – jednego punktu, natomiast drużyna z 10. miejsca – bez punktów.
Zespół, który po rozegraniu wszystkich meczów, zajmuje przedostatnie miejsce w tabeli, trafia do baraży o utrzymanie w Superlidze. Ostatnia drużyna w tabeli spada do wyższej ligi.

### Baraże
W barażach grają drużyna z przedostatniego miejsca w fazie play-out oraz zespół, który zajął 2. miejsce w wyższej lidze. Rywalizacja toczy się do trzech wygranych meczów ze zmianą gospodarza po dwóch spotkaniach. Gospodarzem pierwszych dwóch meczów jest zespół, który w klasyfikacji końcowej Superligi zajął 9. miejsce.

## Drużyny uczestniczące
| | Superliga ukraińska 2020/2021 |   |    |
| --- | ----------------------------- | - | -- |
| LWÓ | Barkom-Każany Lwów            | 1 | Ch |
| WIN | WK MHP-Winnica                | 2 |    |
| SRC | Serce Podilla Winnica         | 3 |    |
| ŻYT | Żytyczi-PNU Żytomierz         | 4 |    |
| JUA | Jurydyczna akademіja Charków  | 5 |    |
| CHA | Łokomotyw Charków             | 6 |    |
| BUR | Burewisnyk-SzWSM Czernihów    | 7 |    |
| | Awans z wyższej ligi          |   |    |
| PRB | Pokuttia-Prybyliw Tłumacz     | 1 |    |
| WNC | WSK MHP-Winnica               | 2 |    |
| | Awans z I ligi                |   |    |
| PDL | Epicentr-Podolany Horodok     | 1 | Ch |
| Oznaczenia: - kolumna pierwsza – skróty nazw drużyn wpisane na mapie (jeśli ta została zamieszczona), - kolumna trzecia – miejsce zajęte przez daną drużynę w poprzednim sezonie. |                               |   |    |

Uwagi:
- W sezonie 2019/2020 ze względu na przedwczesne zakończenie rozgrywek z powodu szerzenia się zakażeń wirusem SARS-CoV-2 nie wyłoniono mistrza Ukrainy.
- Klub Epicentr-Podolany Horodok otrzymał licencję na grę w Superlidze po wpłaceniu określonej w regulaminie opłaty[2].
- Ukraiński Związek Piłki Siatkowej do europejskich pucharów zgłosił dwa kluby: Barkom-Każany Lwów oraz Epicentr-Podolany Horodok. Oba zespoły występowały w Pucharze Challenge.

## Faza zasadnicza

### Tabela wyników
| Gospodarz \ Gość1            | LWÓ | WIN | SRC | ŻYT | JUA | CHA | BUR | PRB | WNC | PDL |
| ---------------------------- | --- | --- | --- | --- | --- | --- | --- | --- | --- | --- |
| Barkom-Każany Lwów           | -   | 3:1 | 3:0 | 3:1 | 3:1 | 3:0 | 3:1 | 3:0 | 3:0 | 2:3 |
| WK MHP-Winnica               | 0:3 | -   | 3:0 | 2:3 | 1:3 | 3:0 | 1:3 | 3:0 | 3:1 | 0:3 |
| Serce Podilla Winnica        | 0:3 | 1:3 | -   | 0:3 | 3:2 | 3:0 | 3:1 | 1:3 | 3:2 | 0:3 |
| Żytyczi-PNU Żytomierz        | 1:3 | 3:0 | 3:1 | -   | 3:0 | 3:1 | 3:0 | 3:1 | 3:0 | 0:3 |
| Jurydyczna akademіja Charków | 2:3 | 1:3 | 3:1 | 3:2 | -   | 3:0 | 3:0 | 3:0 | 3:0 | 0:3 |
| Łokomotyw Charków            | 0:3 | 1:3 | 0:3 | 0:3 | 0:3 | -   | 0:3 | 0:3 | 1:3 | 0:3 |
| Burewisnyk-SzWSM Czernihów   | 0:3 | 0:3 | 0:3 | 0:3 | 1:3 | 3:0 | -   | 3:2 | 3:2 | 1:3 |
| Pokuttia-Prybyliw Tłumacz    | 0:3 | 1:3 | 3:2 | 0:3 | 3:1 | 3:0 | 3:0 | -   | 3:1 | 0:3 |
| WSK MHP-Winnica              | 0:3 | 1:3 | 0:3 | 0:3 | 1:3 | 3:2 | 1:3 | 3:2 | -   | 0:3 |
| Epicentr-Podolany Horodok    | 0:3 | 3:2 | 3:0 | 2:3 | 3:0 | 3:0 | 3:0 | 3:0 | 3:0 | -   |

Źródło: FWU – Data Project (ukr.)
1 Drużyna gospodarzy jest wymieniona po lewej stronie tabeli.
Kolory:
  zwycięstwo gospodarzy 3:0 lub 3:1
  zwycięstwo gospodarzy 3:2
  zwycięstwo gości 3:0 lub 3:1
  zwycięstwo gości 3:2

### Wyniki spotkań
| Data        | Godz. | Gospodarz                    | Rezultat                                | Gość                         |
| ----------- | ----- | ---------------------------- | --------------------------------------- | ---------------------------- |
| 1. KOLEJKA  |       |                              |                                         |                              |
| 09.10.2020  | 16:00 | Barkom-Każany Lwów           | 2:3 (25:27, 25:21, 25:22, 21:25, 11:15) | Epicentr-Podolany Horodok    |
| 09.10.2020  | 16:00 | WK MHP-Winnica               | 3:0 (25:23, 25:19, 26:24)               | Łokomotyw Charków            |
| 09.10.2020  | 18:00 | Żytyczi-PNU Żytomierz        | 3:0 (25:21, 25:20, 25:23)               | Burewisnyk-SzWSM Czernihów   |
| 09.10.2020  | 19:00 | WSK MHP-Winnica              | 1:3 (19:25, 25:15, 17:25, 26:28)        | Jurydyczna akademіja Charków |
| 09.10.2020  | 19:00 | Pokuttia-Prybyliw Tłumacz    | 3:2 (21:25, 25:14, 34:36, 25:23, 17:15) | Serce Podilla Winnica        |
| 10.10.2020  | 11:00 | Serce Podilla Winnica        | 0:3 (11:25, 12:25, 14:25)               | Barkom-Każany Lwów           |
| 10.10.2020  | 11:00 | Łokomotyw Charków            | 1:3 (30:32, 25:21, 25:27, 19:25)        | WSK MHP-Winnica              |
| 10.10.2020  | 14:00 | Jurydyczna akademіja Charków | 1:3 (21:25, 22:25, 25:22, 15:25)        | WK MHP-Winnica               |
| 10.10.2020  | 14:00 | Epicentr-Podolany Horodok    | 3:0 (25:14, 25:18, 25:11)               | Pokuttia-Prybyliw Tłumacz    |
| 2. KOLEJKA  |       |                              |                                         |                              |
| 16.10.2020  | 14:00 | Epicentr-Podolany Horodok    | 3:0 (25:21, 25:18, 25:18)               | Łokomotyw Charków            |
| 16.10.2020  | 16:00 | Burewisnyk-SzWSM Czernihów   | 3:2 (26:24, 21:25, 25:19, 19:25, 15:12) | WSK MHP-Winnica              |
| 16.10.2020  | 17:00 | Serce Podilla Winnica        | 3:2 (23:25, 25:23, 23:25, 25:23, 15:4)  | Jurydyczna akademіja Charków |
| 16.10.2020  | 19:00 | Żytyczi-PNU Żytomierz        | 3:0 (25:19, 25:23, 25:17)               | WK MHP-Winnica               |
| 17.10.2020  | 11:00 | Łokomotyw Charków            | 0:3 (18:25, 20:25, 16:25)               | Serce Podilla Winnica        |
| 17.10.2020  | 11:00 | WSK MHP-Winnica              | 0:3 (14:25, 22:25, 18:25)               | Żytyczi-PNU Żytomierz        |
| 17.10.2020  | 14:00 | Jurydyczna akademіja Charków | 0:3 (18:25, 20:25, 24:26)               | Epicentr-Podolany Horodok    |
| 17.10.2020  | 14:00 | WK MHP-Winnica               | 1:3 (25:16, 22:25, 26:28, 20:25)        | Burewisnyk-SzWSM Czernihów   |
| 18.10.2020  | 18:00 | Barkom-Każany Lwów           | 3:0 (25:16, 25:13, 25:18)               | Pokuttia-Prybyliw Tłumacz    |
| 3. KOLEJKA  |       |                              |                                         |                              |
| 25.11.2020  | 19:00 | Serce Podilla Winnica        | 0:3 (19:25, 18:25, 18:25)               | Epicentr-Podolany Horodok    |
| 03.12.2020  | 16:00 | Barkom-Każany Lwów           | 3:1 (25:23, 16:25, 25:18, 25:23)        | WK MHP-Winnica               |
| 03.12.2020  | 16:00 | Jurydyczna akademіja Charków | 3:2 (26:28, 25:22, 22:25, 25:21, 17:15) | Żytyczi-PNU Żytomierz        |
| 03.12.2020  | 19:00 | Łokomotyw Charków            | 0:3 (24:26, 21:25, 18:25)               | Burewisnyk-SzWSM Czernihów   |
| 03.12.2020  | 19:00 | Pokuttia-Prybyliw Tłumacz    | 3:1 (25:19, 20:25, 25:17, 25:23)        | WSK MHP-Winnica              |
| 04.12.2020  | 10:30 | Burewisnyk-SzWSM Czernihów   | 1:3 (22:25, 25:18, 18:25, 15:25)        | Jurydyczna akademіja Charków |
| 04.12.2020  | 13:30 | Żytyczi-PNU Żytomierz        | 3:1 (25:18, 20:25, 25:15, 25:20)        | Łokomotyw Charków            |
| 04.12.2020  | 14:00 | WSK MHP-Winnica              | 0:3 (15:25, 10:25, 21:25)               | Barkom-Każany Lwów           |
| 04.12.2020  | 17:00 | WK MHP-Winnica               | 3:0 (25:22, 25:19, 25:23)               | Pokuttia-Prybyliw Tłumacz    |
| 4. KOLEJKA  |       |                              |                                         |                              |
| 30.10.2020  | 17:00 | Łokomotyw Charków            | 0:3 (21:25, 18:25, 20:25)               | Jurydyczna akademіja Charków |
| 19.11.2020  | 16:00 | WK MHP-Winnica               | 3:0 (25:23, 25:23, 25:14)               | Serce Podilla Winnica        |
| 19.11.2020  | 19:00 | WSK MHP-Winnica              | 0:3 (17:25, 9:25, 22:25)                | Epicentr-Podolany Horodok    |
| 20.11.2020  | 11:00 | Serce Podilla Winnica        | 3:2 (25:14, 19:25, 25:13, 19:25, 15:13) | WSK MHP-Winnica              |
| 20.11.2020  | 14:00 | Epicentr-Podolany Horodok    | 3:2 (22:25, 16:25, 25:20, 25:23, 15:11) | WK MHP-Winnica               |
| 04.01.2021  | 16:00 | Żytyczi-PNU Żytomierz        | 1:3 (22:25, 19:25, 28:26, 20:25)        | Barkom-Każany Lwów           |
| 04.01.2021  | 19:00 | Burewisnyk-SzWSM Czernihów   | 3:2 (25:22, 21:25, 28:26, 23:25, 15:12) | Pokuttia-Prybyliw Tłumacz    |
| 05.01.2021  | 11:00 | Barkom-Każany Lwów           | 3:1 (25:15, 25:16, 23:25, 26:24)        | Burewisnyk-SzWSM Czernihów   |
| 05.01.2021  | 14:00 | Pokuttia-Prybyliw Tłumacz    | 0:3 (17:25, 14:25, 17:25)               | Żytyczi-PNU Żytomierz        |
| 5. KOLEJKA  |       |                              |                                         |                              |
| 26.11.2020  | 16:00 | Burewisnyk-SzWSM Czernihów   | 0:3 (25:27, 22:25, 20:25)               | Serce Podilla Winnica        |
| 26.11.2020  | 19:00 | Żytyczi-PNU Żytomierz        | 0:3 (12:25, 18:25, 20:25)               | Epicentr-Podolany Horodok    |
| 27.11.2020  | 11:00 | Serce Podilla Winnica        | 0:3 (22:25, 18:25, 18:25)               | Żytyczi-PNU Żytomierz        |
| 27.11.2020  | 14:00 | Epicentr-Podolany Horodok    | 3:0 (25:16, 25:13, 25:16)               | Burewisnyk-SzWSM Czernihów   |
| 27.11.2020  | 15:30 | Łokomotyw Charków            | 0:3 (18:25, 24:26, 20:25)               | Pokuttia-Prybyliw Tłumacz    |
| 27.11.2020  | 16:00 | WK MHP-Winnica               | 3:1 (25:27, 25:18, 25:19, 25:20)        | WSK MHP-Winnica              |
| 27.11.2020  | 18:30 | Jurydyczna akademіja Charków | 2:3 (23:25, 25:21, 25:21, 23:25, 15:17) | Barkom-Każany Lwów           |
| 28.11.2020  | 10:30 | Pokuttia-Prybyliw Tłumacz    | 3:1 (26:24, 29:27, 17:25, 25:21)        | Jurydyczna akademіja Charków |
| 28.11.2020  | 13:30 | Barkom-Każany Lwów           | 3:0 (25:13, 25:11, 25:21)               | Łokomotyw Charków            |
| 6. KOLEJKA  |       |                              |                                         |                              |
| 20.11.2020  | 16:00 | Burewisnyk-SzWSM Czernihów   | 0:3 (17:25, 17:25, 20:25)               | Żytyczi-PNU Żytomierz        |
| 10.12.2020  | 16:00 | Jurydyczna akademіja Charków | 3:0 (25:21, 25:20, 25:21)               | WSK MHP-Winnica              |
| 10.12.2020  | 19:00 | Łokomotyw Charków            | 1:3 (26:28, 22:25, 25:22, 23:25)        | WK MHP-Winnica               |
| 11.12.2020  | 11:00 | WK MHP-Winnica               | 1:3 (25:20, 21:25, 23:25, 26:28)        | Jurydyczna akademіja Charków |
| 11.12.2020  | 14:00 | WSK MHP-Winnica              | 3:2 (18:25, 25:19, 25:23, 22:25, 15:11) | Łokomotyw Charków            |
| 05.02.2021  | 16:00 | Serce Podilla Winnica        | 1:3 (25:18, 23:25, 23:25, 26:28)        | Pokuttia-Prybyliw Tłumacz    |
| 05.02.2021  | 19:00 | Epicentr-Podolany Horodok    | 0:3 (26:28, 19:25, 23:25)               | Barkom-Każany Lwów           |
| 06.02.2021  | 11:00 | Pokuttia-Prybyliw Tłumacz    | 0:3 (20:25, 19:25, 19:25)               | Epicentr-Podolany Horodok    |
| 06.02.2021  | 13:00 | Barkom-Każany Lwów           | 3:0 (27:25, 25:16, 25:22)               | Serce Podilla Winnica        |
| 7. KOLEJKA  |       |                              |                                         |                              |
| 17.12.2020  | 16:00 | Jurydyczna akademіja Charków | 3:1 (30:28, 25:27, 25:15, 25:14)        | Serce Podilla Winnica        |
| 17.12.2020  | 16:00 | WK MHP-Winnica               | 2:3 (25:18, 19:25, 24:26, 26:24, 13:15) | Żytyczi-PNU Żytomierz        |
| 17.12.2020  | 19:00 | Łokomotyw Charków            | 0:3 (17:25, 17:25, 16:25)               | Epicentr-Podolany Horodok    |
| 17.12.2020  | 19:00 | WSK MHP-Winnica              | 1:3 (33:31, 23:25, 21:25, 18:25)        | Burewisnyk-SzWSM Czernihów   |
| 18.12.2020  | 11:00 | Serce Podilla Winnica        | 3:0 (25:21, 25:17, 25:19)               | Łokomotyw Charków            |
| 18.12.2020  | 11:00 | Żytyczi-PNU Żytomierz        | 3:0 (25:16, 25:17, 25:16)               | WSK MHP-Winnica              |
| 18.12.2020  | 14:00 | Epicentr-Podolany Horodok    | 3:0 (25:14, 26:24, 25:16)               | Jurydyczna akademіja Charków |
| 18.12.2020  | 14:00 | Burewisnyk-SzWSM Czernihów   | 0:3 (20:25, 13:25, 23:25)               | WK MHP-Winnica               |
| 19.12.2020  | 14:00 | Pokuttia-Prybyliw Tłumacz    | 0:3 (22:25, 16:25, 15:25)               | Barkom-Każany Lwów           |
| 8. KOLEJKA  |       |                              |                                         |                              |
| 14.01.2021  | 16:00 | WK MHP-Winnica               | 0:3 (22:25, 19:25, 11:25)               | Barkom-Każany Lwów           |
| 14.01.2021  | 19:00 | WSK MHP-Winnica              | 3:2 (25:14, 25:20, 19:25, 25:27, 15:12) | Pokuttia-Prybyliw Tłumacz    |
| 15.01.2021  | 11:00 | Barkom-Każany Lwów           | 3:0 (25:17, 25:17, 25:12)               | WSK MHP-Winnica              |
| 15.01.2021  | 14:00 | Pokuttia-Prybyliw Tłumacz    | 1:3 (25:22, 20:25, 22:25, 15:25)        | WK MHP-Winnica               |
| 15.01.2021  | 16:00 | Żytyczi-PNU Żytomierz        | 3:0 (25:17, 25:17, 25:22)               | Jurydyczna akademіja Charków |
| 15.01.2021  | 18:00 | Epicentr-Podolany Horodok    | 3:0 (25:21, 25:15, 25:16)               | Serce Podilla Winnica        |
| 15.01.2021  | 19:00 | Burewisnyk-SzWSM Czernihów   | 3:0 (25:20, 25:21, 25:20)               | Łokomotyw Charków            |
| 16.01.2021  | 11:00 | Jurydyczna akademіja Charków | 3:0 (25:18, 25:15, 25:16)               | Burewisnyk-SzWSM Czernihów   |
| 16.01.2021  | 14:00 | Łokomotyw Charków            | 0:3 (14:25, 13:25, 15:25)               | Żytyczi-PNU Żytomierz        |
| 9. KOLEJKA  |       |                              |                                         |                              |
| 22.01.2021  | 16:00 | Serce Podilla Winnica        | 1:3 (25:21, 19:25, 22:25, 19:25)        | WK MHP-Winnica               |
| 22.01.2021  | 16:00 | Barkom-Każany Lwów           | 3:1 (22:25, 25:18, 28:26, 25:16)        | Żytyczi-PNU Żytomierz        |
| 22.01.2021  | 16:00 | Jurydyczna akademіja Charków | 3:0 (25:12, 25:11, 25:16)               | Łokomotyw Charków            |
| 22.01.2021  | 19:00 | Epicentr-Podolany Horodok    | 3:0 (25:15, 25:14, 25:23)               | WSK MHP-Winnica              |
| 22.01.2021  | 19:00 | Pokuttia-Prybyliw Tłumacz    | 3:0 (25:22, 25:22, 25:18)               | Burewisnyk-SzWSM Czernihów   |
| 23.01.2021  | 11:00 | WSK MHP-Winnica              | 0:3 (24:26, 12:25, 12:25)               | Serce Podilla Winnica        |
| 23.01.2021  | 11:00 | Burewisnyk-SzWSM Czernihów   | 0:3 (14:25, 17:25, 15:25)               | Barkom-Każany Lwów           |
| 23.01.2021  | 14:00 | WK MHP-Winnica               | 0:3 (22:25, 16:25, 20:25)               | Epicentr-Podolany Horodok    |
| 23.01.2021  | 14:00 | Żytyczi-PNU Żytomierz        | 3:1 (23:25, 26:24, 25:15, 25:22)        | Pokuttia-Prybyliw Tłumacz    |
| 10. KOLEJKA |       |                              |                                         |                              |
| 12.02.2021  | 16:00 | Epicentr-Podolany Horodok    | 2:3 (25:22, 19:25, 25:21, 23:25, 10:15) | Żytyczi-PNU Żytomierz        |
| 12.02.2021  | 16:00 | Barkom-Każany Lwów           | 3:1 (25:19, 25:16, 23:25, 25:19)        | Jurydyczna akademіja Charków |
| 12.02.2021  | 19:00 | Serce Podilla Winnica        | 3:1 (25:21, 25:11, 22:25, 25:20)        | Burewisnyk-SzWSM Czernihów   |
| 12.02.2021  | 19:00 | Pokuttia-Prybyliw Tłumacz    | 3:0 (25:19, 25:15, 25:18)               | Łokomotyw Charków            |
| 13.02.2021  | 11:00 | Burewisnyk-SzWSM Czernihów   | 1:3 (27:25, 22:25, 11:25, 23:25)        | Epicentr-Podolany Horodok    |
| 13.02.2021  | 11:00 | Łokomotyw Charków            | 0:3 (20:25, 19:25, 16:25)               | Barkom-Każany Lwów           |
| 13.02.2021  | 13:00 | WSK MHP-Winnica              | 1:3 (18:25, 25:22, 20:25, 21:25)        | WK MHP-Winnica               |
| 13.02.2021  | 14:00 | Żytyczi-PNU Żytomierz        | 3:1 (25:17, 22:25, 25:20, 25:19)        | Serce Podilla Winnica        |
| 13.02.2021  | 14:00 | Jurydyczna akademіja Charków | 3:0 (25:14, 25:21, 25:17)               | Pokuttia-Prybyliw Tłumacz    |

### Tabela
| Lp. | Drużyna                      | Mecze | Mecze | Mecze | Pkt | Rodzaj wyniku | Rodzaj wyniku | Rodzaj wyniku | Rodzaj wyniku | Rodzaj wyniku | Rodzaj wyniku | Sety | Sety | Sety  | Małe punkty | Małe punkty | Małe punkty |
| Lp. | Drużyna                      | M     | W     | P     | Pkt | 3:0           | 3:1           | 3:2           | 2:3           | 1:3           | 0:3           | wyg. | prz. | stos. | zdob.       | str.        | stos.       |
| --- | ---------------------------- | ----- | ----- | ----- | --- | ------------- | ------------- | ------------- | ------------- | ------------- | ------------- | ---- | ---- | ----- | ----------- | ----------- | ----------- |
| 1   | Barkom-Każany Lwów           | 18    | 17    | 1     | 51  | 11            | 5             | 1             | 1             | 0             | 0             | 53   | 10   | 5.3   | 1535        | 1201        | 1.28        |
| 2   | Epicentr-Podolany Horodok    | 18    | 16    | 2     | 47  | 13            | 1             | 2             | 1             | 0             | 1             | 50   | 11   | 4.55  | 1460        | 1164        | 1.25        |
| 3   | Żytyczi-PNU Żytomierz        | 18    | 14    | 4     | 41  | 9             | 3             | 2             | 1             | 2             | 1             | 46   | 19   | 2.42  | 1517        | 1329        | 1.14        |
| 4   | WK MHP-Winnica               | 18    | 10    | 8     | 32  | 4             | 6             | 0             | 2             | 3             | 3             | 37   | 30   | 1.23  | 1545        | 1479        | 1.04        |
| 5   | Jurydyczna akademіja Charków | 18    | 10    | 8     | 31  | 5             | 4             | 1             | 2             | 3             | 3             | 37   | 30   | 1.23  | 1521        | 1457        | 1.04        |
| 6   | Pokuttia-Prybyliw Tłumacz    | 18    | 7     | 11    | 22  | 3             | 3             | 1             | 2             | 2             | 7             | 27   | 38   | 0.71  | 1377        | 1509        | 0.91        |
| 7   | Serce Podilla Winnica        | 18    | 7     | 11    | 20  | 4             | 1             | 2             | 1             | 4             | 6             | 27   | 38   | 0.71  | 1399        | 1461        | 0.96        |
| 8   | Burewisnyk-SzWSM Czernihów   | 18    | 6     | 12    | 16  | 2             | 2             | 2             | 0             | 4             | 8             | 22   | 42   | 0.52  | 1332        | 1518        | 0.88        |
| 9   | WSK MHP-Winnica              | 18    | 3     | 15    | 9   | 0             | 1             | 2             | 2             | 5             | 8             | 18   | 50   | 0.36  | 1353        | 1601        | 0.85        |
| 10  | Łokomotyw Charków            | 18    | 0     | 18    | 1   | 0             | 0             | 0             | 1             | 3             | 14            | 5    | 54   | 0.09  | 1138        | 1458        | 0.78        |

Źródło: FWU – Data Project (ukr.)
Punktacja: 3:0 i 3:1 – 3 pkt; 3:2 – 2 pkt; 2:3 – 1 pkt; 1:3 i 0:3 – 0 pkt
Zasady ustalania kolejności: 1. liczba zwycięstw; 2. liczba punktów; 3. stosunek setów; 4. stosunek małych punktów; 5. bilans w bezpośrednich meczach
     półfinał fazy play-off
     ćwierćfinał fazy play-off
     faza play-out

## Faza play-off

### Drabinka
|  |              |                              |              |                              |              |   |   |                    |           |           |           |           |           |           |  |  |        |        |        |        |        |        |        |
|  | Ćwierćfinały | Ćwierćfinały                 | Ćwierćfinały | Ćwierćfinały                 | Ćwierćfinały |   |   | Półfinały          | Półfinały | Półfinały | Półfinały | Półfinały | Półfinały | Półfinały |  |  | Finały | Finały | Finały | Finały | Finały | Finały | Finały |
|  | Ćwierćfinały | Ćwierćfinały                 | Ćwierćfinały | Ćwierćfinały                 | Ćwierćfinały |   |   | Półfinały          | Półfinały | Półfinały | Półfinały | Półfinały | Półfinały | Półfinały |  |  | Finały | Finały | Finały | Finały | Finały | Finały | Finały |
|  |              |                              |              |                              |              |   |   |                    |           |           |           |           |           |           |  |  |        |        |        |        |        |        |        |
|  |              |                              |              |                              |              |   |   |                    |           |           |           |           |           |           |  |  |        |        |        |        |        |        |        |
|  |              |                              |              |                              |              |   |   |                    |           |           |           |           |           |           |  |  |        |        |        |        |        |        |        |
|  |              |                              |              |                              |              |   |   |                    |           |           |           |           |           |           |  |  |        |        |        |        |        |        |        |
|  |              |                              |              |                              |              |   |   |                    |           |           |           |           |           |           |  |  |        |        |        |        |        |        |        |
|  | 1            | Barkom-Każany Lwów           | 3            | 3                            | 3            |   |   |                    |           |           |           |           |           |           |  |  |        |        |        |        |        |        |        |
|  | 1            | Barkom-Każany Lwów           | 3            | 3                            | 3            |   |   |                    |           |           |           |           |           |           |  |  |        |        |        |        |        |        |        |
|  |              |                              | 3            | Żytyczi-PNU Żytomierz        | 0            | 0 | 2 |                    |           |           |           |           |           |           |  |  |        |        |        |        |        |        |        |
|  | 3            | Żytyczi-PNU Żytomierz        | 3            | Żytyczi-PNU Żytomierz        | 0            | 0 | 2 | 3                  | 3         |           |           |           |           |           |  |  |        |        |        |        |        |        |        |
|  | 3            | Żytyczi-PNU Żytomierz        |              |                              |              |   |   |                    |           |           |           |           |           |           |  |  |        |        |        |        |        |        |        |
|  | 6            | Pokuttia-Prybyliw Tłumacz    | 0            | 0                            |              |   |   |                    |           |           |           |           |           |           |  |  |        |        |        |        |        |        |        |
|  | 6            | Pokuttia-Prybyliw Tłumacz    | 0            | 0                            |              |   | 1 | Barkom-Każany Lwów | 3         | 3         | 3         |           |           |           |  |  |        |        |        |        |        |        |        |
|  |              |                              |              |                              |              |   |   |                    |           |           |           |           |           |           |  |  |        |        |        |        |        |        |        |
|  |              |                              | 2            | Epicentr-Podolany Horodok    | 0            | 0 | 0 |                    |           |           |           |           |           |           |  |  |        |        |        |        |        |        |        |
|  |              |                              |              |                              |              | 0 | 0 |                    |           |           |           |           |           |           |  |  |        |        |        |        |        |        |        |
|  |              |                              |              |                              |              |   |   |                    |           |           |           |           |           |           |  |  |        |        |        |        |        |        |        |
|  |              |                              |              |                              |              |   |   |                    |           |           |           |           |           |           |  |  |        |        |        |        |        |        |        |
|  | 2            | Epicentr-Podolany Horodok    | 3            | 3                            | 3            |   |   |                    |           |           |           |           |           |           |  |  |        |        |        |        |        |        |        |
|  | 2            | Epicentr-Podolany Horodok    | 3            | 3                            | 3            |   |   |                    |           |           |           |           |           |           |  |  |        |        |        |        |        |        |        |
|  |              |                              | 5            | Jurydyczna akademіja Charków | 0            | 1 | 1 |                    |           |           |           |           |           |           |  |  |        |        |        |        |        |        |        |
|  | 4            | WK MHP-Winnica               | 5            | Jurydyczna akademіja Charków | 0            | 1 | 1 | 1                  | 1         |           |           |           |           |           |  |  |        |        |        |        |        |        |        |
|  | 4            | WK MHP-Winnica               |              |                              |              |   |   |                    |           |           |           |           |           |           |  |  |        |        |        |        |        |        |        |
|  | 5            | Jurydyczna akademіja Charków | 3            | 3                            |              |   |   |                    |           |           |           |           |           |           |  |  |        |        |        |        |        |        |        |
|  | 5            | Jurydyczna akademіja Charków | 3            | 3                            |              |   |   |                    |           |           |           |           |           |           |  |  |        |        |        |        |        |        |        |

### Ćwierćfinały
(do dwóch zwycięstw)
| Data                      | Godz.                     | Gospodarz                    | Rezultat                         | Gość                             |
| ------------------------- | ------------------------- | ---------------------------- | -------------------------------- | -------------------------------- |
| Żytyczi-PNU Żytomierz (3) | Żytyczi-PNU Żytomierz (3) | Żytyczi-PNU Żytomierz (3)    | 2 – 0                            | (6) Pokuttia-Prybyliw Tłumacz    |
| 20.02.2021                | 12:00                     | Pokuttia-Prybyliw Tłumacz    | 0:3 (15:25, 18:25, 18:25)        | Żytyczi-PNU Żytomierz            |
| 03.03.2021                | 16:00                     | Żytyczi-PNU Żytomierz        | 3:0 (25:17, 25:15, 25:10)        | Pokuttia-Prybyliw Tłumacz        |
| WK MHP-Winnica (4)        | WK MHP-Winnica (4)        | WK MHP-Winnica (4)           | 0 – 2                            | (5) Jurydyczna akademіja Charków |
| 20.02.2021                | 16:00                     | Jurydyczna akademіja Charków | 3:1 (25:19, 22:25, 25:22, 30:28) | WK MHP-Winnica                   |
| 06.03.2021                | 16:00                     | WK MHP-Winnica               | 1:3 (30:32, 21:25, 25:17, 23:25) | Jurydyczna akademіja Charków     |

### Mecze o 5. miejsce
Za zgodą obu drużyn mecze o 5. miejsce zostały odwołane. Zgodnie z tabelą fazy zasadniczej w klasyfikacji końcowej 5. miejsce zajął klub WK MHP-Winnica, natomiast 6. miejsce – Pokuttia-Prybyliw Tłumacz.

### Półfinały
(do trzech zwycięstw)
| Data                          | Godz.                         | Gospodarz                     | Rezultat                                | Gość                             |
| ----------------------------- | ----------------------------- | ----------------------------- | --------------------------------------- | -------------------------------- |
| Barkom-Każany Lwów (1)        | Barkom-Każany Lwów (1)        | Barkom-Każany Lwów (1)        | 3 – 0                                   | (3) Żytyczi-PNU Żytomierz        |
| 26.03.2021                    | 18:00                         | Barkom-Każany Lwów            | 3:0 (26:24, 25:18, 25:21)               | Żytyczi-PNU Żytomierz            |
| 27.03.2021                    | 12:00                         | Barkom-Każany Lwów            | 3:0 (25:18, 25:23, 25:16)               | Żytyczi-PNU Żytomierz            |
| 01.04.2021                    | 18:00                         | Żytyczi-PNU Żytomierz         | 2:3 (16:25, 17:25, 25:15, 26:24, 16:18) | Barkom-Każany Lwów               |
| Epicentr-Podolany Horodok (2) | Epicentr-Podolany Horodok (2) | Epicentr-Podolany Horodok (2) | 3 – 0                                   | (5) Jurydyczna akademіja Charków |
| 26.03.2021                    | 17:00                         | Epicentr-Podolany Horodok     | 3:0 (25:23, 28:26, 30:28)               | Jurydyczna akademіja Charków     |
| 27.03.2021                    | 12:00                         | Epicentr-Podolany Horodok     | 3:1 (25:13, 25:14, 19:25, 25:16)        | Jurydyczna akademіja Charków     |
| 01.04.2021                    | 16:00                         | Jurydyczna akademіja Charków  | 1:3 (25:21, 18:25, 19:25, 22:25)        | Epicentr-Podolany Horodok        |

### Mecze o 3. miejsce
(do trzech zwycięstw)
| Data                      | Godz.                     | Gospodarz                    | Rezultat                                | Gość                             |
| ------------------------- | ------------------------- | ---------------------------- | --------------------------------------- | -------------------------------- |
| Żytyczi-PNU Żytomierz (3) | Żytyczi-PNU Żytomierz (3) | Żytyczi-PNU Żytomierz (3)    | 1 – 3                                   | (5) Jurydyczna akademіja Charków |
| 15.04.2021                | 18:00                     | Żytyczi-PNU Żytomierz        | 3:0 (25:20, 25:23, 25:20)               | Jurydyczna akademіja Charków     |
| 16.04.2021                | 15:00                     | Żytyczi-PNU Żytomierz        | 2:3 (19:25, 25:22, 23:25, 25:18, 11:15) | Jurydyczna akademіja Charków     |
| 22.04.2021                | 16:00                     | Jurydyczna akademіja Charków | 3:1 (25:21, 21:25, 25:19, 25:14)        | Żytyczi-PNU Żytomierz            |
| 23.04.2021                | 12:00                     | Jurydyczna akademіja Charków | 3:0 (25:18, 25:18, 25:19)               | Żytyczi-PNU Żytomierz            |

### Finały
(do trzech zwycięstw)
| Data                   | Godz.                  | Gospodarz                 | Rezultat                  | Gość                          |
| ---------------------- | ---------------------- | ------------------------- | ------------------------- | ----------------------------- |
| Barkom-Każany Lwów (1) | Barkom-Każany Lwów (1) | Barkom-Każany Lwów (1)    | 3 – 0                     | (2) Epicentr-Podolany Horodok |
| 15.04.2021             | 17:30                  | Barkom-Każany Lwów        | 3:0 (25:23, 25:15, 25:21) | Epicentr-Podolany Horodok     |
| 16.04.2021             | 15:00                  | Barkom-Każany Lwów        | 3:0 (25:16, 25:23, 25:15) | Epicentr-Podolany Horodok     |
| 22.04.2021             | 17:00                  | Epicentr-Podolany Horodok | 0:3 (23:25, 21:25, 19:25) | Barkom-Każany Lwów            |

## Faza play-out

### Tabela wyników
| Gospodarz \ Gość1          | SRC | BUR | WNC | CHA |
| -------------------------- | --- | --- | --- | --- |
| Serce Podilla Winnica      | -   | 3:2 | 3:1 | 3:1 |
| Burewisnyk-SzWSM Czernihów | 0:3 | -   | 2:3 | 3:0 |
| WSK MHP-Winnica            | 0:3 | 0:3 | -   | 3:1 |
| Łokomotyw Charków          | 0:3 | 0:3 | 0:3 | -   |

Źródło: FWU – Data Project (ukr.)
1 Drużyna gospodarzy jest wymieniona po lewej stronie tabeli.
Kolory:
  zwycięstwo gospodarzy 3:0 lub 3:1
  zwycięstwo gospodarzy 3:2
  zwycięstwo gości 3:0 lub 3:1
  zwycięstwo gości 3:2

### Terminarz i wyniki spotkań
| Data                                                                                 | Godz. | Gospodarz                  | Rezultat                                | Gość                       |
| ------------------------------------------------------------------------------------ | ----- | -------------------------- | --------------------------------------- | -------------------------- |
| TURNIEJ I – Hala sportowa Narodowego Uniwersytetu, Czernihów                         |       |                            |                                         |                            |
| 05.03.2021                                                                           | 16:00 | Burewisnyk-SzWSM Czernihów | 2:3 (25:20, 18:25, 20:25, 25:21, 14:16) | WSK MHP-Winnica            |
| 05.03.2021                                                                           | 19:00 | Serce Podilla Winnica      | 3:1 (25:20, 25:22, 21:25, 25:20)        | Łokomotyw Charków          |
| 06.03.2021                                                                           | 13:00 | Łokomotyw Charków          | 0:3 (18:25, 22:25, 16:25)               | WSK MHP-Winnica            |
| 06.03.2021                                                                           | 16:00 | Serce Podilla Winnica      | 3:2 (21:25, 28:30, 25:19, 29:27, 17:15) | Burewisnyk-SzWSM Czernihów |
| 07.03.2021                                                                           | 11:00 | WSK MHP-Winnica            | 0:3 (21:25, 24:26, 17:25)               | Serce Podilla Winnica      |
| 07.03.2021                                                                           | 14:00 | Burewisnyk-SzWSM Czernihów | 3:0 (25:14, 25:23, 25:19)               | Łokomotyw Charków          |
| TURNIEJ II – Kompleks sportowy Narodowego Uniwersytetu Technologii Żywności, Winnica |       |                            |                                         |                            |
| 19.03.2021                                                                           | 15:00 | WSK MHP-Winnica            | 0:3 (20:25, 24:26, 22:25)               | Burewisnyk-SzWSM Czernihów |
| 19.03.2021                                                                           | 18:00 | Serce Podilla Winnica      | 3:0 (25:17, 25:19, 25:18)               | Łokomotyw Charków          |
| 20.03.2021                                                                           | 11:00 | Łokomotyw Charków          | 0:3 (20:25, 15:25, 21:25)               | Burewisnyk-SzWSM Czernihów |
| 20.03.2021                                                                           | 14:00 | Serce Podilla Winnica      | 3:1 (25:22, 25:14, 23:25, 25:13)        | WSK MHP-Winnica            |
| 21.03.2021                                                                           | 11:00 | WSK MHP-Winnica            | 3:1 (25:18, 26:24, 19:25, 25:14)        | Łokomotyw Charków          |
| 21.03.2021                                                                           | 14:00 | Burewisnyk-SzWSM Czernihów | 0:3 (20:25, 17:25, 16:25)               | Serce Podilla Winnica      |

### Tabela
| Lp. | Drużyna                    | Mecze | Mecze | Mecze | Pkt | Rodzaj wyniku | Rodzaj wyniku | Rodzaj wyniku | Rodzaj wyniku | Rodzaj wyniku | Rodzaj wyniku | Sety | Sety | Sety  | Małe punkty | Małe punkty | Małe punkty |
| Lp. | Drużyna                    | M     | W     | P     | Pkt | 3:0           | 3:1           | 3:2           | 2:3           | 1:3           | 0:3           | wyg. | prz. | stos. | zdob.       | str.        | stos.       |
| --- | -------------------------- | ----- | ----- | ----- | --- | ------------- | ------------- | ------------- | ------------- | ------------- | ------------- | ---- | ---- | ----- | ----------- | ----------- | ----------- |
| 1   | Serce Podilla Winnica      | 6     | 6     | 0     | 20  | 3             | 2             | 1             | 0             | 0             | 0             | 18   | 4    | 4.5   | 540         | 446         | 1.21        |
| 2   | Burewisnyk-SzWSM Czernihów | 6     | 3     | 3     | 13  | 3             | 0             | 0             | 2             | 0             | 1             | 13   | 9    | 1.44  | 497         | 480         | 1.04        |
| 3   | WSK MHP-Winnica            | 6     | 3     | 3     | 9   | 1             | 1             | 1             | 0             | 1             | 2             | 10   | 12   | 0.83  | 479         | 489         | 0.98        |
| 4   | Łokomotyw Charków          | 6     | 0     | 6     | 0   | 0             | 0             | 0             | 0             | 2             | 4             | 2    | 18   | 0.11  | 390         | 491         | 0.79        |

Źródło: FWU – Data Project (ukr.)
Punktacja: 3:0 i 3:1 – 3 pkt; 3:2 – 2 pkt; 2:3 – 1 pkt; 1:3 i 0:3 – 0 pkt
Zasady ustalania kolejności: 1. liczba zwycięstw; 2. liczba punktów; 3. stosunek setów; 4. stosunek małych punktów; 5. bilans w bezpośrednich meczach
Uwaga: Drużyny rozpoczynały rywalizację z następującą liczbą punktów: Serce Podilla Winnica – 3 pkt; Burewisnyk-SzWSM Czernihów – 2 pkt; WSK MHP-Winnica – 1 pkt; Łokomotyw Charków – 0 pkt.
     baraże
     spadek do wyższej ligi

## Klasyfikacja końcowa
| Lp. | Drużyna                      |
| --- | ---------------------------- |
| 1.  | Barkom-Każany Lwów           |
| 2.  | Epicentr-Podolany Horodok    |
| 3.  | Jurydyczna akademіja Charków |
| 4.  | Żytyczi-PNU Żytomierz        |
| 5.  | WK MHP-Winnica               |
| 6.  | Pokuttia-Prybyliw Tłumacz    |
| 7.  | Serce Podilla Winnica        |
| 8.  | Burewisnyk-SzWSM Czernihów   |
| 9.  | WSK MHP-Winnica              |
| 10. | Łokomotyw Charków            |

     eliminacje Ligi Mistrzów 2021/2022
     Puchar Challenge 2021/2022
     baraże
     spadek do wyższej ligi

## Baraże
(do trzech zwycięstw)
| Data            | Godz.           | Gospodarz       | Rezultat                         | Gość            |
| --------------- | --------------- | --------------- | -------------------------------- | --------------- |
| WSK MHP-Winnica | WSK MHP-Winnica | WSK MHP-Winnica | 1 – 3                            | WK Reszetyliwka |
| 10.04.2021      | 17:00           | WSK MHP-Winnica | 3:1 (25:22, 18:25, 25:23, 25:23) | WK Reszetyliwka |
| 11.04.2021      | 11:00           | WSK MHP-Winnica | 1:3 (13:25, 12:25, 25:22, 19:25) | WK Reszetyliwka |
| 16.04.2021      | 16:00           | WK Reszetyliwka | 3:1 (25:14, 19:25, 25:21, 25:16) | WSK MHP-Winnica |
| 17.04.2021      | 11:00           | WK Reszetyliwka | 3:0 (25:21, 25:16, 25:17)        | WSK MHP-Winnica |